# Фехта
 Тази статия е за града в Германия.  За окръга вижте Фехта (окръг).  
Фехта (на немски: Vechta) е град в Долна Саксония в Германия с 31 558 жители (към 31 декември 2015).
В града се намира „университетът Фехта“.